# Inna Kalita
Inna Kalita, rozená Dzerunec (bělorusky Іна Каліта, Дзерунец; * 8. května 1969, Brest, BSSR, SSSR – Bělorusko) je česká jazykovědkyně běloruského původu, slavistka a vysokoškolská pedagožka, členka Běloruského institutu v Praze.

## Odborné zaměření
Slavistika, jazyková a literární komparatistika, sociolingvistika (substandardy: trasjanka, suržyk, ruský a český slang), lingvokulturologie, sovětská literatura, literatura zemí SNS. Specializace v rámci slavistiky: bělorusistika a rusistika, výuka ruštiny jako cizího jazyka, ruský magický realismus na příkladu tvorby Dmitrije Lipskerova.

### Vzdělání
- 2005–2010 Doktorské studium. Univerzita Karlova v Praze, Filozofická fakulta, Ústav slavistických a východoevropských studií, obor Slovanské filologie. Tituly PhDr. a Ph.D.
- 1986–1991 Běloruská Státní Univerzita (Minsk). Obor filologie: běloruský jazyk a literatura, ruský jazyk a literatura. Kvalifikace filolog, učitel běloruského jazyka a literatury, ruského jazyka a literatury.

### Praxe
- 2001–2023 – působila na katedře bohemistiky Pedagogické fakulty Univerzity Jana Evangelisty Purkyně v Ústí nad Labem, zajišťovala výuku v oboru Obchodní ruština;
- 1994–2000 Střední škola č. 2 Kobryn, Bělorusko – učitelka běloruského jazyka a literatury;
- 1991–1994 Střední škola č. 29 Brest, Bělorusko – učitelka běloruského jazyka a literatury.

### Přednášky v zahraničí
- 2018 Bělorusko, Gomelská Státní univerzita Francyska Skaryny;
- 2013 Německo, Technische Universität Dresden, Institut für Slavistik;
- 2012 Ruská federace, zvaná přednáška na téma Mezikulturní komunikace. Uralská federální Univerzita B. N. Jelcina;
- 2010 Polsko, Uniwersytet Przyrodniczo-Humanistyczny w Siedlcach;
- 2009 Německo, Univerzita Wurzburg (Bayerische Julius-Maximilians Universität Würzburg);
- 2008 Polsko, Instytut Filologii Polskiej, Akademia Podlaska w Siedlcach;
- 2006 Německo, Univerzita Wurzburg (Bayerische Julius-Maximilians Universität Würzburg);

### Členství v mezinárodních organizacích
Členka mezinárodní asociace bělorusistů.
Spolek ruské kulturologie (сетевое сообщество Российская культурология)

## Publikace
Je autorkou více než 150 vědeckých a odborných publikací.
Přeložila do ruštiny emotivní hymnu Avon pochodu proti rakovině prsu „Nic nevzdávám“, nazpívanou D. Deylem (Я не сдамся).

### Vybrané důležitější publikace

#### Monografie
- Калита, И. В. Актуальные	вопросы	современной славянской фразеологии. Чебоксары: ИД «Среда», 2020.
- Калита, И. В. Очерки по компаративной фразеологии II. Цветная палитра в национальных картинах мира русских, беларусов, украинцев и чехов. Ústí nad Labem: PF UJEP, 2017.
- Калита, И. В. Очерки по компаративной фразеологии. Серая палитра в национальных картинах мира русских, беларусов и чехов. М.: Дикси Пресс, 2016.
- Калита, И. В. Магические реминисценции в творчестве Дмитрия Липскерова. М.: Дикси Пресс, 2015.
- Калита, И. В. Стилистические трансформации русских субстандартов, или книга о сленге. М.: Дикси Пресс, 2013.
- Kalita, I. Obrysy a tvary nespisovnosti: ruština vs. čeština. Ruský slang v procesu vývoje. Ústí nad Labem: PF UJEP, 2011.
- Калита, И. В. Современная Беларусь: языки и национальная идентичность. Ústí nad Labem, 2010.

##### Slovník
Kalita, I. Česko-běloruský frazeologický slovník. Ústí nad Labem: PF UJEP, 2017.

##### Kolektivní monografie
- Каліта, І. Фразеалагічны мінімум як візітоўка нацыянальнай мовы. In: Каліта І., Садоўская А., Старавойтава Н. Фразеалагічны мінімум беларускай мовы: задачы і перспектывы. Ústí nad Labem: PF UJEP, 2021. 210 s., s. 9-98. DOI: 10.21062/B/FMBJ/2021.02
- Каліта, І. Фразеалагічныя інавацыі ў люстэрку інтэрнэту. In: Каліта І., Сівіцкая Н., Ляшчынская В. Беларуская мова ў люстэрку традыцый і інавацый. Ústí nad Labem: PF UJEP, 2019, s. 3-42.
- Kalita, I. – Tulus, T. Feminine and Masculine Aspects of Belarusian Lexis and Phraseology in the Slavic Context. In: Gender in Language, Speech and Dialects. Belarusian Experience. Ústí nad Labem: PF UJEP, 2017, 154 pp., p. 11-60.
- Калита, И. В. Поколенческая идентичность (Новая литература на перекрестке современности). In: North American, European and Russian literature: modern problems of study. New York: CIBUNET Publishing, 2013, p. 3-22.
- Каліта, І. Фанетычная лінгваўнікальнасць у ракурсе бінарнага канцэпта ‘свой’ – ‘чужы’. In: České vědomí Bělarusi – Чэшскае ўсведамленне Беларусі. Praha: KAROLINUM, 2013, 428 s., s. 49-60.
- Калита, И. Идеи Я. Мукаржовского в контексте начал (структурализма и двух веков). In: Stereotypes in Literatures and Cultures. International reception studies. Frankfurt am Main: Peter Lang, 2010, 300 pp., p. 108-118.

#### Učebnice
- Калечиц, А., Калита, И., Кудреватых, И., Макаровска, О., Галло, Я. Основы речевого этикета и межкультурной коммуникации. Учебное пособие по русскому языку для словацких студентов: в 2-х ч.. Nitra: Univerzita Konštantína Filozofa v Nitre, 2021.
- Галло, Я., Макаровска, О., Калита, И. Введение в деловое общение. Пособие по русскому языку как иностранному. Nitra: Univerzita Konštantína Filozofa v Nitre, 2020.
- Калита, И. Практика речевого общения. Часть I. Ústí nad Labem: PF UJEP, 2013.
- Калита, И. В. Основы межкультурной коммуникации. Знакомство с постсоветскими государствами. Ústí nad Labem, 2012.
- Калита, И. В. Практическая фонетика современного русского языка с основами теории. Ústí nad Labem: PF UJEP, 2011.
- Калита, И. Фонетика русского языка. Ústí nad Labem: PF UJEP, 2002.
- Kalita, I., Celerová, J., Praktická cvičení z ruského jazyka. Ústí nad Labem: PF UJEP, 2003.